# Glypta zozanae
Glypta zozanae là một loài tò vò trong họ Ichneumonidae.